# Mercury Cyclone

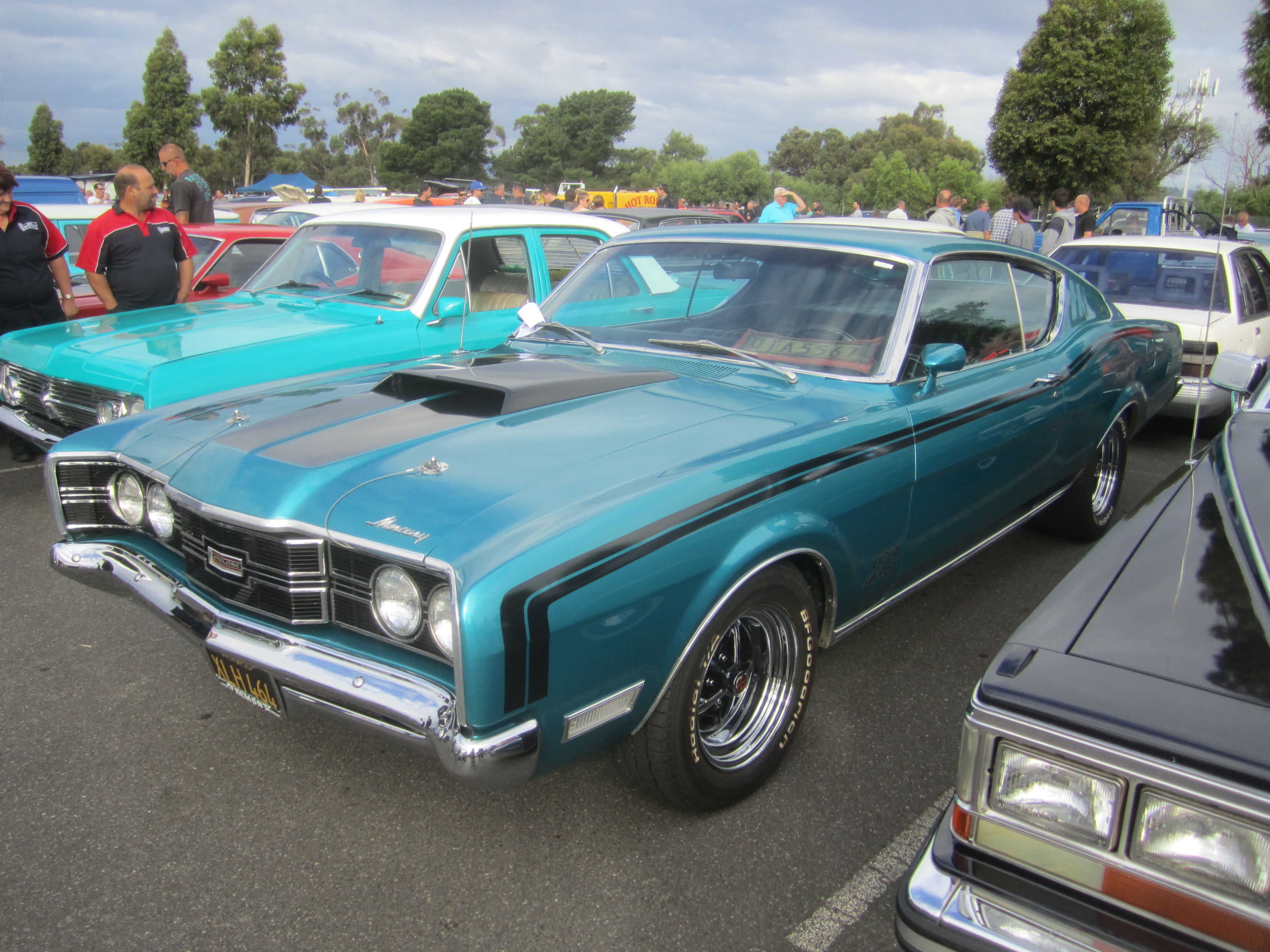
Mercury Cyclone (1967-1968)

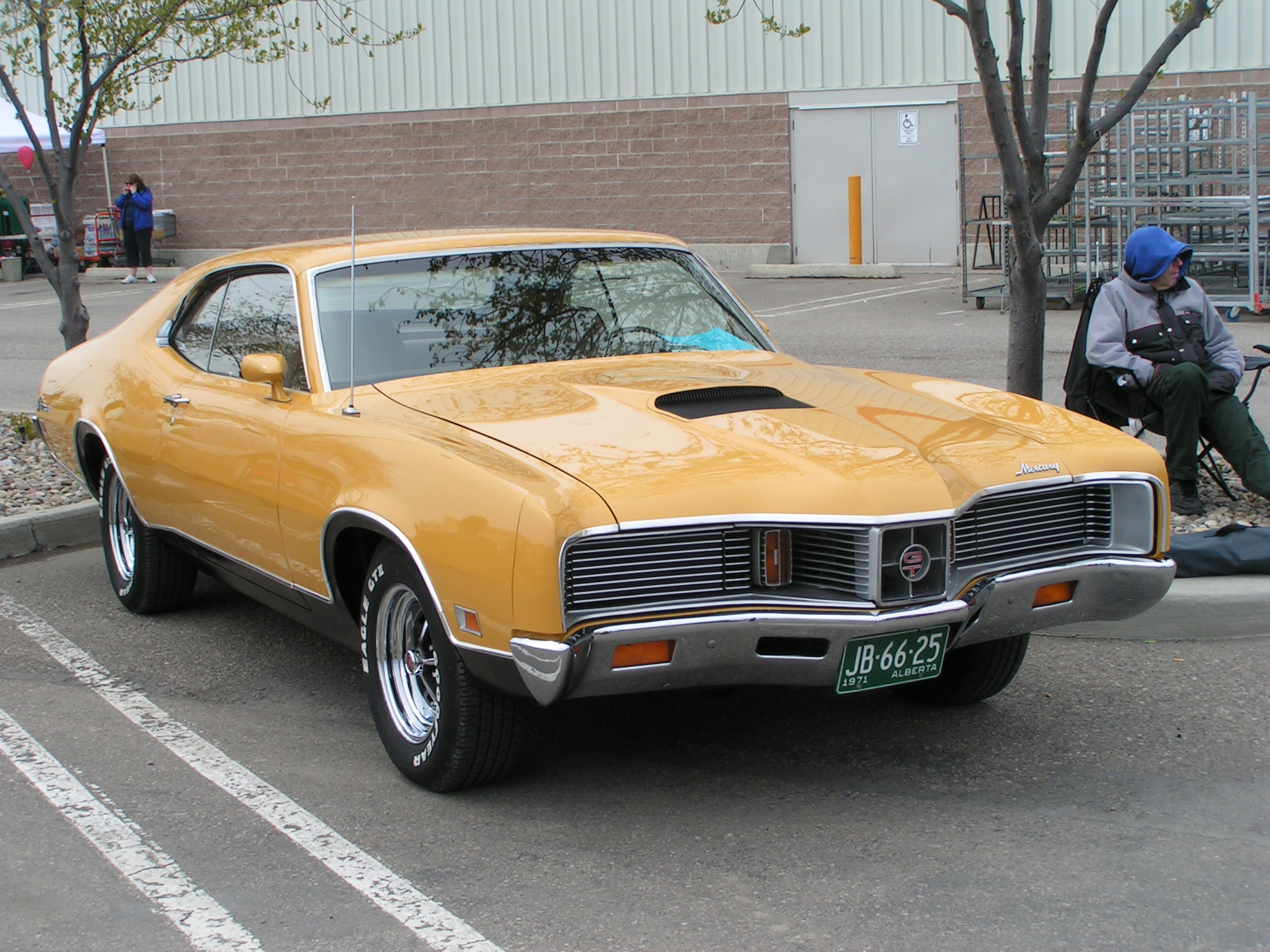
Mercury Cyclone (1969-1971)

Mercury Cyclone — автомобіль, що вироблявся під маркою Mercury в 1964-1971 роках, спочатку як Mercury Comet Cyclone (спортивної версії моделі Comet) в 1968 році відмовилися від імені Comet і автомобіль називається просто Mercury Cyclone. Після 1971 року, назвою Cyclone називали дорогу версію виконання автомобіля Mercury Montego (Mercury Montego Cyclone).
Автомобіль був доступний у вигляді 2-дверного купе або 2-дверного кабріолет. Як джерело живлення використовуються бензинові двигуни V8 об'ємом від 4,9 до 7,0 літрів. Залежно від двигуна вони генерують потужність від 213 до 395 к.с. (157-291 кВт). Автомобіль мав задній привід.